# Gastrochilus
Gastrochilus är ett släkte av orkidéer. Gastrochilus ingår i familjen orkidéer.

## Bildgalleri

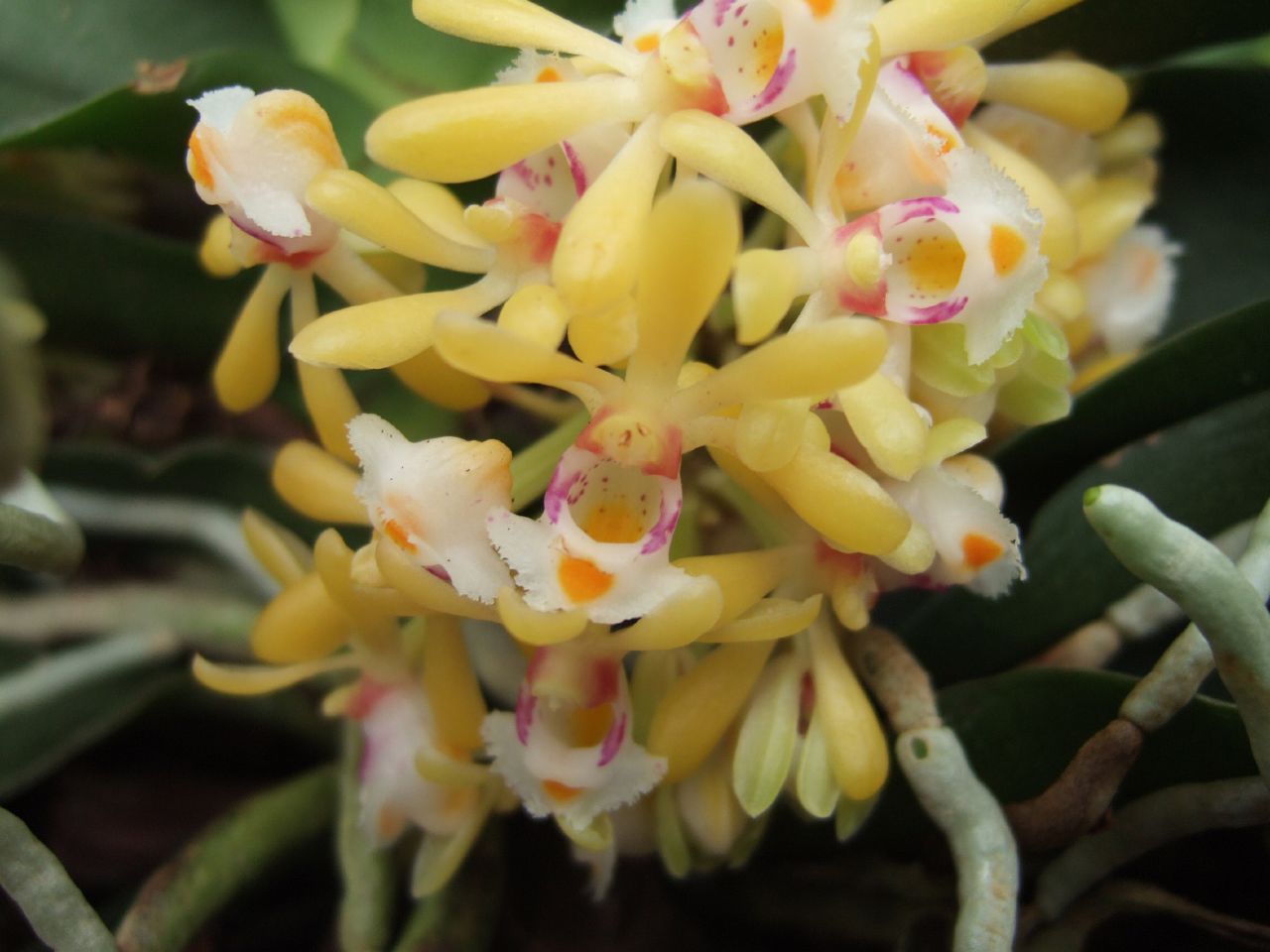
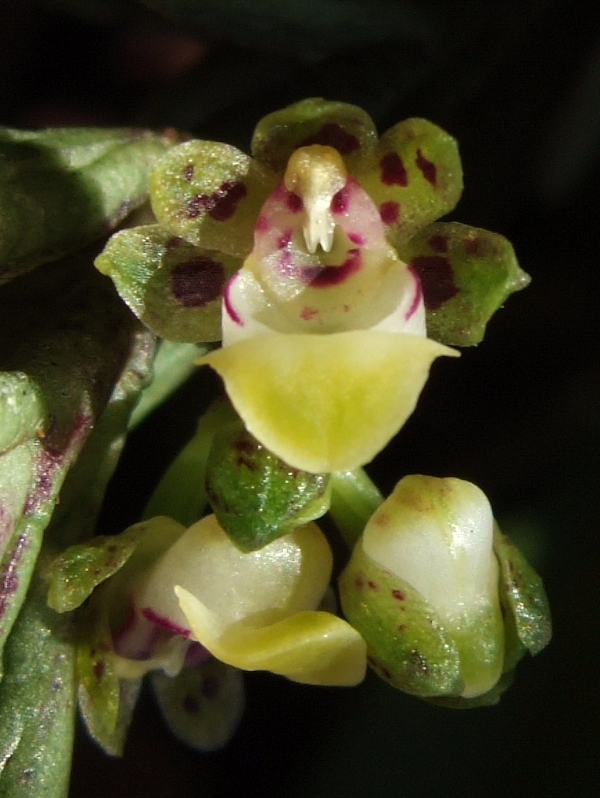
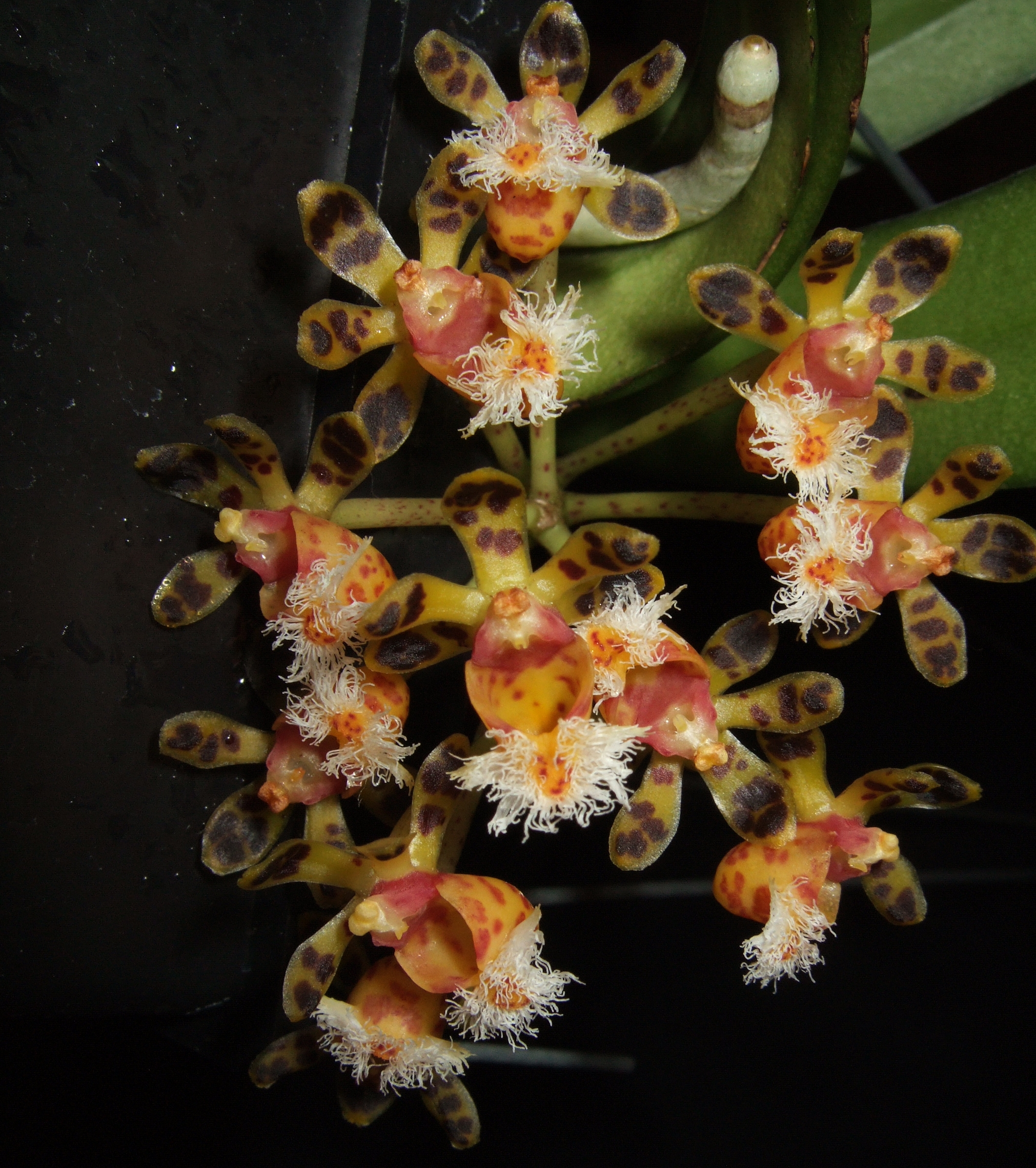
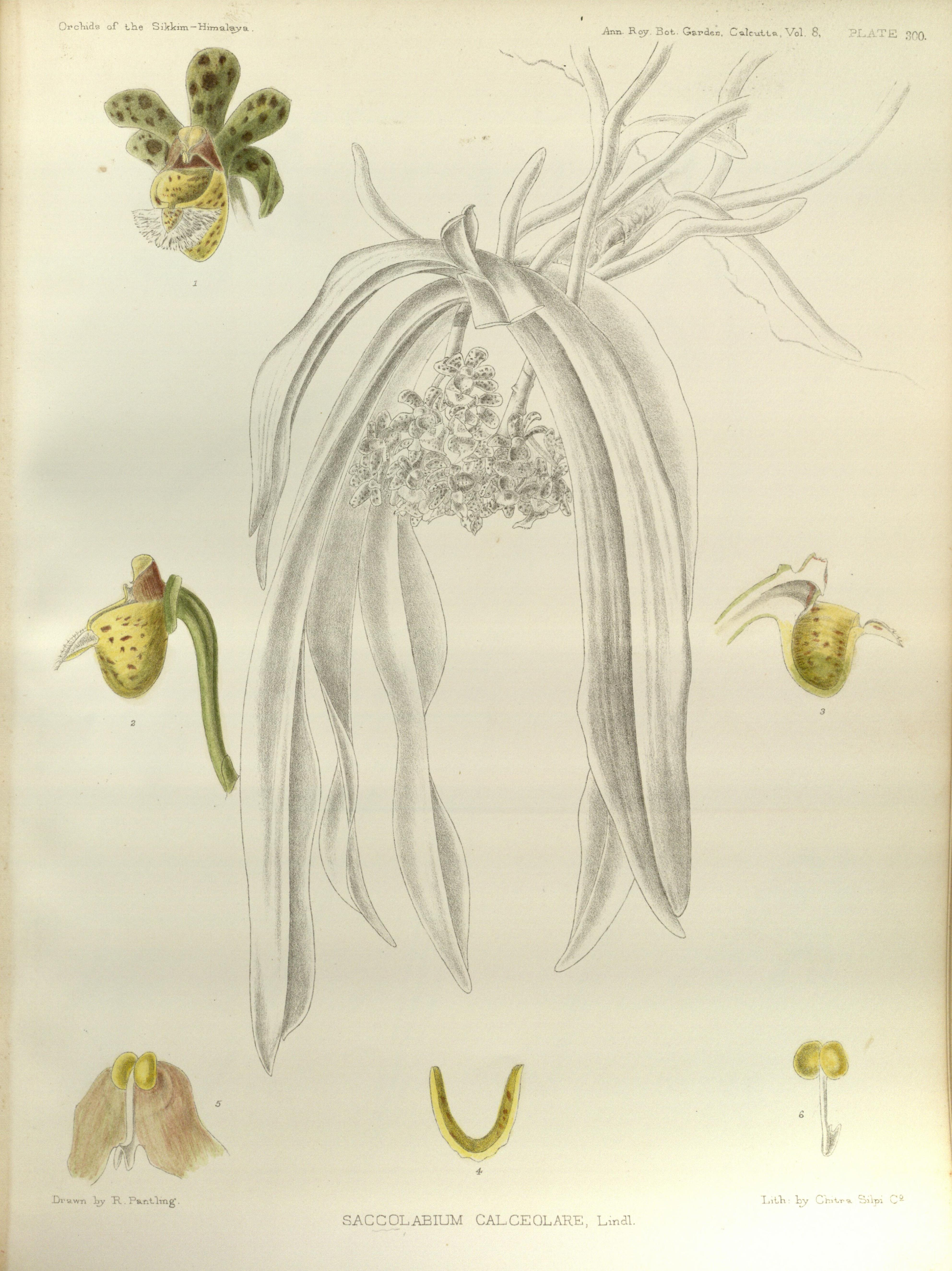

## Dottertaxa tillGastrochilus, i alfabetisk ordning[1]
- Gastrochilus acaulis
- Gastrochilus acinacifolius
- Gastrochilus acutifolius
- Gastrochilus affinis
- Gastrochilus alatus
- Gastrochilus arunachalensis
- Gastrochilus bellinus
- Gastrochilus brevifimbriatus
- Gastrochilus calceolaris
- Gastrochilus carnosus
- Gastrochilus ciliaris
- Gastrochilus corymbosus
- Gastrochilus dasypogon
- Gastrochilus distichus
- Gastrochilus fargesii
- Gastrochilus flabelliformis
- Gastrochilus formosanus
- Gastrochilus garhwalensis
- Gastrochilus gongshanensis
- Gastrochilus guangtungensis
- Gastrochilus hainanensis
- Gastrochilus hoi
- Gastrochilus inconspicuus
- Gastrochilus intermedius
- Gastrochilus japonicus
- Gastrochilus linearifolius
- Gastrochilus linii
- Gastrochilus malipoensis
- Gastrochilus matsudae
- Gastrochilus matsuran
- Gastrochilus minutiflorus
- Gastrochilus nanchuanensis
- Gastrochilus nanus
- Gastrochilus obliquus
- Gastrochilus patinatus
- Gastrochilus pechei
- Gastrochilus platycalcaratus
- Gastrochilus pseudodistichus
- Gastrochilus puncticulatus
- Gastrochilus rantabunensis
- Gastrochilus raraensis
- Gastrochilus rutilans
- Gastrochilus saccatus
- Gastrochilus sessanicus
- Gastrochilus simplicilabius
- Gastrochilus sinensis
- Gastrochilus somae
- Gastrochilus sonamii
- Gastrochilus sororius
- Gastrochilus subpapillosus
- Gastrochilus sukhakulii
- Gastrochilus sumatranus
- Gastrochilus sutepensis
- Gastrochilus toramanus
- Gastrochilus xuanenensis
- Gastrochilus yunnanensis